# Gavriá
Gavriá är en ort i Grekland.   Den ligger i prefekturen Nomós Ártas och regionen Epirus, i den centrala delen av landet, 270 km nordväst om huvudstaden Aten. Gavriá ligger 10 meter över havet och antalet invånare är 445.
Terrängen runt Gavriá är platt. Runt Gavriá är det ganska glesbefolkat, med 39 invånare per kvadratkilometer. Närmaste större samhälle är Arta, 7,0 km nordost om Gavriá. Trakten runt Gavriá består till största delen av jordbruksmark.